# Justin Jaworski
Justin Kyle Jaworski (Schwenksville, 21 giugno 1999) è un cestista statunitense.

## Carriera
Dopo aver trascorso la carriera universitaria con i Lafayette Leopards, nel 2021 viene firmato dagli Oklahoma City Blue.
Il 27 giugno 2022 passa al San Sebastián; il 12 luglio 2023 si trasferisce al Napoli Basket, con cui si lega con un biennale.